# Nieuwe Katechismus
De Nieuwe Katechismus is een catechismus die in opdracht van de Nederlandse Bisschoppenconferentie in 1966 werd samengesteld.  Het is de eerste uitgebreide catechismus die in de Katholieke Kerk na het Tweede Vaticaans Concilie (1962-1965) verscheen. Het boek vond in Nederland gretig aftrek, maar stuitte op verschillende bezwaren van - in eerste instantie - de Romeinse Curie en, later ook, van paus Paulus VI zelf. Een internationale commissie van kardinalen boog zich over dit Nederlandse product en schreef een aantal ingrijpende wijzigingen voor. Deze werden uiteindelijk, na uitvoerig overleg tussen Paulus VI en de aartsbisschop van Utrecht, Bernardus Alfrink, als uitzonderlijke supplementen op de oorspronkelijk tekst uitgegeven.
De Katechismus werd vervaardigd door het Hoger Katechetisch Instituut te Nijmegen, een instelling van de jezuïeten, nauw verbonden met de theologische faculteit van het Canisianum in Maastricht. Hoofdauteur was Piet Schoonenberg s.j., hoogleraar dogmatische theologie aan de Katholieke Universiteit Nijmegen. Volgens het voorwoord is het doel van de Katechismus om het eeuwig geloof te verkondigen in een eigentijdse vorm. Daartoe werd de vorm van vraag en antwoord (zo typerend voor de eerste catechismussen en de Schoolkatechismus: Vraag: Waartoe zijn wij op Aarde? Antwoord: Om God te dienen en daardoor in de hemel te komen) verlaten en werd een doorlopend verhaal geschreven. De Katechismus besteedde ook ruim aandacht aan andere religies en ideologieën als het Boeddhisme, de Islam, het Humanisme en het Marxisme.
De Nieuwe Katechismus werd in verschillende talen vertaald en werd een wereldwijde bestseller. Time Magazine rapporteerde in december 1967:
The Dutch catechism has become one of the year's religious bestsellers. Herder & Herder, publisher of the American edition, reports that its first printing of 75,000 copies was sold out in three weeks. Although the National Conference of Catholic Bishops this month decided that the catechism should not be used in parochial schools, some Catholic colleges have ordered it for their religion courses. What was written for the Dutch is apparently destined to instruct the world. In The Netherlands, where the catechism has sold more than 400,000 copies so far, its publishers report that ten new translations will go to press in 1968.
Het boek kreeg door de Engelse vertaling veel meer aandacht dan anders het geval zou zijn geweest. Met name enkele Amerikaanse bisschoppen verzetten zich tegen de tekst, die op sommige punten (bijvoorbeeld ten aanzien van geboorteregeling) veel liberaler leek, dan het standpunt van de Kerk. Deze Amerikaanse bisschoppen tekenden bezwaar aan tegen de Katechismus bij het Vaticaan. Ook een vijfentwintigtal Nederlandse katholieken richtten zich met bedenkingen rechtstreeks tot de paus. Paus Paulus VI richtte op 30 maart 1967 een brief aan kardinaal Alfrink, waarin hij schreef dat de katechismus geen ruimte tot misverstand kon toelaten wat betreft de maagdelijke geboorte van Christus, wat betreft het bestaan van de engelen en wat betreft de aard van de voldoening en het offer dat Christus aan zijn hemelse Vader opdroeg om onze zonden te delgen en de mensen met de Vader te verzoenen.  Tegelijkertijd meldde hij de namen van de drie Romeinse theologen (Eduard Dhanis SJ, Jan Visser C.Ss.R. en Benedict Lemeer O.P.) die in Gazzada drie personen die verantwoordelijk waren voor de inhoud van de Nieuwe Katechismus (W. Bless s.j., Pater Schoonenberg s.j. en Edward Schillebeeckx o.p.) gingen ontmoeten. Dit gesprek vond plaats in april 1967 maar leverde geen resultaat op.  Hierop stelde Paulus VI een commissie van kardinalen in die zich moest buigen over de Nederlandse Katechismus. Deze commissie, onder ambtelijk secretariaat van de Italiaanse moraal-theoloog Pietro Palazzini stelde een aantal wijzigingen voor in de tekst. Overigens stelde men vast:  Though the preceding comments are not negligible, either in number or seriousness, they nonetheless leave by far the greatest part of the New Catechism untouched. So too, they support the praiseworthy intention of the authors.
Hierop volgden onderhandelingen tussen het Vaticaan en de Nederlandse bisschoppen over aanpassingen in de tekst. De bisschoppen weigerden de tekst te wijzigen en zo verscheen in 1969 een afzonderlijk supplement op de Nieuwe Katechismus. In de Nederlandse Kerkprovincie bleef de Nieuwe Katechismus met de Aanvulling van 1969 van kracht tot de verschijning van de, onder auspiciën van de Congregatie voor de Geloofsleer geschreven, Catechismus van de Katholieke Kerk in 1992.